# Окінавський діалект

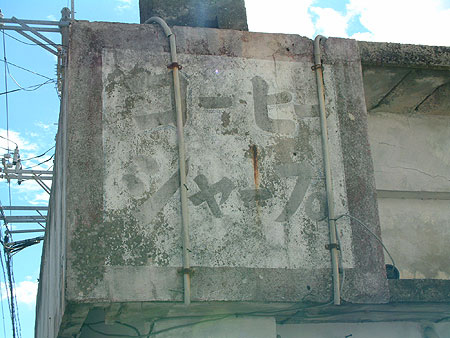
Приклад окінавської японської: на вивісці написано Ко:хі: шя:пу, від англійського «coffee shop», а не Ко:хі: шьоппу, як у літературній японській.

Окінавський діалект (яп. ウチナーヤマトゥグチ, 沖縄大和口, Uchinaa Yamatu-guchi) японської мови — діалект японської мови, яким говорять на островах Рюкю. Лексика та вимова окінавського діалекту розвилась під впливом корінних мов: окінавської, куніґамі. Окінавська японська має запозичення з американської англійської внаслідок періоду володарювання США на островах Рюкю після Другої світової війни. Окінавський діалект є саме діалектом японської мови (方言), на відміну від рюкюських мов (окінавська, куніґамі). Втім, у Японії офіційно рюкюські мови теж називаються «діалектами японської».

## Історія
У минулому, рюкюські мови були поширені на островах Рюкю, та внаслідок політик асиміляції Японської імперії до кінця Другої світової війни занепали у вжитку. Рюкюсці стали переходити на японську мову. Для багатьох з них, зокрема тих, що жили на Рюкю, рюкюйські мови стали субстратом для цього діалекту, внаслідок чого й утворився окремий від літературної японської діалект, відомий, як «окінавський».

## Відмінності від літературної японської
Лексика окінавського діалекту на 70 % збігається зі літературною японською, через що слова з рюкюйських мов запозичуються до діалекту[уточнити]. Також є деякі особливості окінавської японської, запозичені з літературної японської, але використовуються інакше чи означають щось інше. Наприклад, деякі дієслівні відміни та слова на позначення видів чи способів дієслів є однаковими в літературній та окінавській японській, але вживаються по різному. Наприклад, Hazu у літературній японській використовується, аби висловити, що щось має статись, та позначає високий ступінь ймовірності. Проте в окінавському діалекті цей вираз означає значно менший ступінь ймовірності, тобто, скоріше означає, що щось «мабуть, можливо станеться». У літературній японській, допоміжні слова mashou, you, та ou об'єднуються з часткою ne після дієслова для того, щоб висловити пропозицію щось зробити. Наприклад, ikimashou ne — «ходімо». В окінавському діалекті, така побудова речення — спосіб висловити наміри саме мовця. Тобто, те ж саме речення окінавським діалектом означало б «я піду».
Також в окінавському діалекті відрізняються частки та вказівні займенники. Частка kara, що означає «від» або «внаслідок» у японській, в окінавському діалекті означає «бо», «тому що». Тобто, kara в окінавському діалекту вживається там, де у літературній японській вживають wo або de.
Деяка лексика має інше значення. Наприклад, aruku означає в цьому діалекті «ходити навколо», або «працювати», а в літературній японській — «ходити», «гуляти». Korosu в окінавському діалекті означає «вдарити», у літературній японській — «вбити».
Серед молоді поширений японський сленг: mecchaa — «дуже», dasadasa — «селюк».

## Запозичення з англійської
Окінавський діалект також має свої запозичення з англійської. Наприклад, «paaraa» (parlor — салон), «biichii paatii» (beach party — пляжна вечірка), «takoraisu» (taco rice — тако-рис). Є приклад поєднання англійського слова «rich» (багатий) та окінавського суфіксу «-aa»; таким чином утворюється слово «ricchaa» — багатій.